# 스캐너스
《스캐너스》(Scanners)는 캐나다에서 제작된 데이빗 크로넨버그 감독의 1981년 공포, SF, 스릴러 영화이다. 제니퍼 오닐 등이 주연으로 출연하였고 클로드 헤루 등이 제작에 참여하였다.

## 출연

### 주연
- 제니퍼 오닐
- 스티븐 랙
- 패트릭 맥구한

### 조연
- 로렌스 데인
- 마이클 아이언사이드
- 로버트 A. 실버맨

## 기타
- 미술: 캐럴 스피어
- 특수효과: Dennis Pike
- 특수효과: Gary Zeller
- 특수효과: 딕 스미스
- 특수효과: 딕 스미스
- 의상: 델핀 화이트
- 영화사: A David Cronenberg Film
- 영화사: Pierre David and Victor Solnic